# Jackson Lago
Jackson Kepler Lago (Pedreiras, 1 de noviembre de 1934 - São Paulo, 4 de abril de 2011) fue un médico y político brasileño afiliado al PDT.

## Biografía
Fue alcalde de São Luís en tres ocasiones (1989 - 1992, 1997 - 2000 y 2001 - 2002). En 2002 se presentó a gobernador de Maranhão siendo derrotado por José Reinaldo Carneiro Tavares. cuatro años después, consiguió la victoria en la segunda vuelta con el 51,3% ante Roseana Sarney, hija del expresidente José Sarney. Pese a quedar segundo en la primera votación, pudo ganar por el apoyo de los demás candidatos que formaron un frente común ante Sarney. Su victoria es considerada por los analistas como el fin del sarneísmo, ya que todos los gobernadores elegidos en la democracia en Maranhão eran afines a Sarney.
En 2009 el Tribunal Superior Electoral cesó a Jackson como gobernador al descubrirse un esquema de corrupción para favorecer a su campaña en las elecciones estatales. Por ello, Jackson abandonó el cargo que pasó a Roseana Sarney al ser la segunda candidata con más votos.